# Alonzo Russell (Footballspieler)
Alonzo Jermey Russell (* 29. September 1992 in Washington, D.C.) ist ein US-amerikanischer American-Football- und Canadian-Football-Spieler. Er spielt auf der Position des Wide Receivers, zuletzt bei den Ottawa RedBlacks in der Canadian Football League (CFL). Zuvor war er für die New York Giants in der National Football League (NFL) und den St. Louis BattleHawks in der XFL aktiv.

## College
Nachdem Russell 2011 wegen eines zu niedrigen SAT-Wertes von der National Collegiate Athletic Association (NCAA) keine Spielerlaubnis bekommen hatte, besuchte er die Milford Academy, um sich akademisch zu verbessern. Im Jahr darauf schrieb er sich an der University of Toledo ein, wo er für die Toledo Rockets spielte. In seiner ersten Saison konnte er 56 Pässe fangen und dabei 960 Yards Raumgewinn und 5 Touchdowns erzielen. In seinem zweiten Jahr bei den Rockets fing er 59 Pässe für 728 Yards und 6 Touchdowns. In der Saison 2014 gelangen ihm 51 Passfänge für 770 Yards Raumgewinn und 8 Touchdowns. In seiner letzten Saison für die Rockets konnte er nach 36 gefangenen Pässen 618 Yards Raumgewinn und 5 Touchdowns erzielen. Ein Leistungsabfall im letzten College-Jahr gilt zwar als üblich, Russells Leistungsabfall galt jedoch als ungewöhnlich stark. Dennoch wurde er in den NFLPA Collegiate Bowl eingeladen.

## NFL
Alonzo Russell wurde als einziger Spieler der Rockets zum NFL Combine eingeladen. Dort konnte er unter anderem aus dem Stand 2,84 Meter weit und 75 Zentimeter hoch springen sowie den 20-Yard Shuttle in 4,33 Sekunden bewältigen. Beim 40-Yard-Sprint konnte er eine Zeit von 4,54 Sekunden erzielen, einen Wert, den Russell beim Pro Day der Rockets mit 4,47 Sekunden übertraf. Nach dem Combine nahm er an Probetrainings der Green Bay Packers, New England Patriots und Dallas Cowboys teil.
Nachdem Russell im NFL Draft 2016 nicht ausgewählt wurde, verpflichteten ihn am 1. Mai 2016 die Cincinnati Bengals. Am 2. September 2016 konnte er in der 10:13-Preseason-Niederlage gegen die Indianapolis Colts seinen ersten Touchdown in der NFL erzielen. Am 3. September 2016 wurde er von den Bengals entlassen, jedoch bereits einen Tag später für den Practice Squad der Bengals wiederverpflichtet. Dort verbrachte er die restliche Saison. Am 2. Januar 2017 unterzeichnete er einen Reserve/Future-Vertrag mit den Bengals für die Saison 2017. Am 2. September 2017 wurde Russell im Rahmen der Kaderverkleinerung auf 53 Spieler entlassen.
Am 22. November 2017 verpflichteten die Arizona Cardinals Russell für ihren Practice Squad. Am 14. Mai 2018 verpflichteten die New York Giants Russell. Im Rahmen der finalen Kaderverkleinerung auf 53 Spieler vor Beginn der Regular Season wurde er entlassen. Am darauf folgenden Tag wurde er jedoch für den Practice Squad verpflichtet. Am 29. Dezember 2018 wurde er in den aktiven Kader befördert. Nachdem er anfänglich die Kaderverkleinerung auf 53 Spieler vor Beginn der Regular Season 2019 überstand, wurde er einen Tag später entlassen.

## Nach der NFL
Im ersten Draft der wiedergegründeten XFL wurde er als sechster Spieler der neunten Runde in der ersten Phase (Skill Position) von den St. Louis BattleHawks ausgewählt. Die Saison wurde nach fünf Spielen aufgrund der COVID-19-Pandemie abgebrochen und die Liga stellte den Spielbetrieb ein. In diesen fünf Spielen fing Russell 15 Pässe für einen Touchdown und 161 Yards. Am 3. Juli 2020 wurde er von den Winnipeg Blue Bombers verpflichtet. Mitte Juli 2021 wurde Russell entlassen. Ende August 2021 verpflichteten ihn die Ottawa RedBlacks. Hier kam er jedoch nie zum Einsatz.

## Persönliches
Russells Schwester ist die WNBA-Spielerin Avery Warley.